# Мотыльковые астрильды
Мотыльковые астрильды (лат. Uraeginthus) — род птиц семейства вьюрковых ткачиков. Все виды обитают в Африке южнее Сахары.
Длина тела птиц составляет от 13 до 14 см. У всех самцов на голове голубые участки оперения. Кроме того, у самцов в области кроющих уха имеется заметное красное пятно. Самки окрашены скромнее чем самцы, в их оперении меньше голубого цвета.
Птицы питаются в основном мелкими семенами, а также насекомыми. Все виды считаются декоративными птицами, их содержат в неволе.

## Виды
Выделяют три вида:
- Uraeginthus angolensis — Ангольский астрильд
- Uraeginthus bengalus — Красноухий астрильд
- Uraeginthus cyanocephalus — Синеголовый астрильд

Выделены в род Granatina в 2020 году
- Гранатовый астрильд (Uraeginthus granatina) → Granatina granatina[3]
- Фиалковый астрильд (Uraeginthus ianthinogaster) → Granatina ianthinogaster[3]